# Furuholm (sydväst om Keistiö, Iniö)
Furuholm  är en ö i Finland. Den ligger i Iniö i kommunen Pargas i den ekonomiska regionen  Åboland i landskapet Egentliga Finland, i den sydvästra delen av landet. Ön ligger omkring 54 kilometer väster om Åbo och omkring 200 kilometer väster om Helsingfors.
Öns area är 53,9 hektar och dess största längd är 1,4 kilometer i sydöst-nordvästlig riktning. Ön höjer sig omkring 25 meter över havsytan.
Furuholm är sammanväxt med den intilliggande ön Nötholm.